# 乙未廣州起義

廣州之役-百子里公園

乙未廣州起義，又称第一次廣州起義或乙未广州之役，是清朝光绪二十一年（1895年）農曆九月初九重阳节由兴中会领导人杨衢云、孙中山、陆皓东、郑士良等人发动的起义。兴中会计划一举攻下广州，將陸皓東設計的青天白日旗飄揚於兩廣總督衙門，然后北上，经湖南湖北进攻北京。起义消息不慎泄露，陆皓东被清廷逮捕处死，成為共和革命流血獻身第一人。孙中山仅以身免，被清廷通緝，东渡日本、然後轉到夏威夷、美國、英國。

## 背景
日本自明治維新後國力漸強，而謀進一步擴張，遂積極侵略朝鮮。1894年7月25日發生中日甲午戰爭，第一階段，從1894年7月25日到9月17日，陸戰主要是在朝鮮半島上的平壤之戰，海戰主要是黃海海戰。第二階段，從1894年9月17日到11月22日，以陸戰為主，戰場位於遼東半島。清廷對日本入侵朝鮮之意見分歧，光緒帝主戰，李鴻章主和，慈禧太后則拿不定主意，認為「戰比和好」。於是，日本大軍進逼之際，清廷始倉惶備戰，故戰事一敗塗地。孫文《伦敦被难记》中自述，「近者日本命將遣師，侵入吾土，除宅居戰地之人民外，罕有知中日開釁之舉也者。」:52。
1894年初，孫在鄉間用10多天時間草擬《上李鴻章萬言書》，主張「富強之大經，治國之大本」在於「人能盡其才，地能盡其利，物能盡其用，貨能暢其流」:206。6月中，棄醫，偕陸皓東至天津上書李鴻章:206。旋遊歷北京、武漢，觀察形勢:206。10月，孫自上海經日本赴檀香山:206。
1894年11月24日，孫在檀香山歐胡島募款，創立興中會:206，提出「振興中華」口號和「驱除鞑虏，恢复中华，创立合眾政府」。永和泰商号經理劉祥、卑涉銀行（Bank of Bishop and Co., Ltd.）華人經理何寬為首任正副主席，然不久，劉祥便退出興中會。

## 筹备

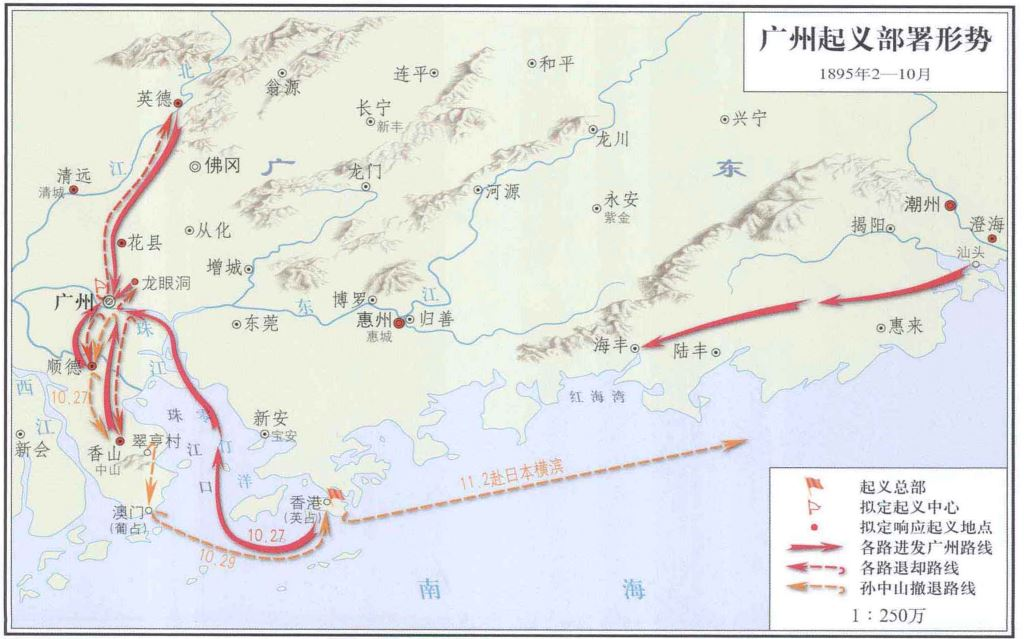
广州起义部署形势图

1894年冬，孙中山携带邓荫南和孙眉等人资助的6千余元美金启程回国并筹备起义，少数兴中会工人会员及欧美技师、将帅与其一同回国。
1895年1月，孫偕鄧蔭南等同志返回香港籌謀革命:206。2月18日，孫召集舊友陸皓東、鄭士良、陳少白、楊鶴齡等，討論籌備“香港興中會總會”。時楊衢雲、謝纘泰等先以「開通民智、改造中國」為宗旨創立「輔仁文社」，孫以志業相近，與其接洽同操大業，然兩派人馬在領導權上相持不下。
2月21日，興中會總會於香港「乾亨行」成立:206。在香港中環士丹頓街13號成立興中會，以「乾亨行」做掩護:6。「乾亨」名號是黃詠商所訂，黃父名勝，任香港議政局議員，與大律師何啟有戚誼，何介紹黃與孫相識，黃由是入會:119。同日香港興中會與香港輔仁文社合併，仍稱興中會，會長（總辦）一職未決:6。各種分工活動即行展開，孫主持前方發難，楊主持後方支援。楊等人主要負責爭取港英方面支持:42。主要是黃詠商和余育之所捐支持﹐楊衢雲掌握起義經濟大權:44。
为了获得支持及国际势力的承认，孙中山在起义前试图与日本取得联络。1895年，在英国人詹姆斯·康德黎博士的介绍下，孙中山结识了日本人梅屋庄吉。在与梅屋庄吉的谈话中，孙中山与其讨论了在广州发动起义的计划并提到：“欧美各国人都称中国为睡狮。如果是狮子，要醒起来才有用。”“现在的情况如果继续下去，中国就会被西欧列强殖民主义者所瓜分。不独是中国，所有亚洲各国都将成为西欧的奴隶。中日两国不幸发生战争，但我们非团结起来不可，使中国脱离殖民化的危险，是保卫亚洲的第一步。为了拯救中国，我与同志们正准备发动革命，打倒清朝。”对此，梅屋庄吉表示乐于支持并说道：“君若举兵，我以财政相助。”不久，梅屋庄吉为孙中山筹措到了资金，并派人前往澳门、新加坡、厦门等地购买武器。在其联络下，3月1日，孙中山前往日本驻香港领事馆，希望领事中川恒次郎帮助兴中会准备武器，以解决当时资金短缺、缺少武器等短板。但是中川恒次郎在仔细听取了孙中山的计划后，并不看好其前景。
3月4日，中川恒次郎在寄给日本外务省通商局局长原敬的信中提到：“本月1日，经朋友介绍，清国人孙文（西医）来馆。该人如前日所报，正是欲颠覆现政府。他与晚（中川恒次郎的谦称）大致同龄，懂英语，可能是耶稣教徒。据称他打算于去年北洋舰队大演习后，立即举事，不慎失去机会。然而时至今日，特别是在广东省，徒党受到严重注视，不易举事。而更重要的是当前缺乏武器，而需要步枪二万五千枝，手枪一千枝，欲求为之筹措。晚答以本人职务只注意通商贸易之事，与政治之事完全无关，故甚困难。然足下等人的意图可嘉，衷心襄赞。首先想知道足下等人的目的、方法。该人答曰：其党称为兴中会，即振兴中国之会。其中有哥老会员，党员人数难以明言。原因是一有行动立刻就要被发觉，而当最后决定起事时则不能彼此来往通信。然而一旦发难，必定四方响应。然而，当问成功后谁为总统时，答曰尚未及考虑。如允诺给与前述武器，当即往各处招募党员。”4月17日，中川恒次郎在信中称“孙文仍时时来馆，提出务欲我国予以声援，但从来与我方并无关系，且不说内部事宜，亦不谈党员人数，又无勃兴之准备。孙文说已制定由码头附近运入武器的计划，只要我国给予一些声援，即可充分举事。尊强盗为英雄豪杰等事，皆恰有阅读《水浒传》时的感觉。总之，孙文等所说的要在两广独立成立共和国，只不过是空中楼阁而已。”
興中會總會在香港成立，3月16日，首次幹部會議決定先攻取廣州，並採用陸皓東設計之青天白日旗為起義軍旗:206。3月16日前后，孙中山与德国驻香港领事克纳普会面 。

## 经过
孫中山抵廣州後，創農學會為機關，並廣徵同志，定重陽節（10月26日）為起義之日。1895年10月初，香港警方獲線報，謂有三合會份子招募壯勇赴廣州:7。朱貴全偕兄朱某及邱四聲言招募壯勇，每名月給糧銀10元:7。朱貴全之兄招得400苦力，自己先行他往，壯勇由朱貴全帶領:7。農曆九月初九，孫率領鄭士良、陸皓東等興中會會友，準備乙未广州起义，以事機洩密，接濟未至而失敗:206。孫於汕頭及西江沿岸募集兩軍，同時向廣州進逼:53。兩軍期於1895年10月某日，一由西南，一由東北，同時向廣州進發:53。不料會員部署略定，忽有密電馳至，謂西南、東北兩軍中途被阻:54。兩軍既不得進，則应援之勢已孤，即起事之謀已敗:54。10月25日，朱湘假其弟朱淇之名向緝捕委員李家焯自首；革命黨人原定當天從香港乘夜輪去廣州，因募勇不足，未能成行:7。
起义时，原定起義主力之所謂「敢死隊三千人」沒從香港開到廣州:7。清晨6時，在廣州各路人馬首領紛紛來到起義總部王家祠討口令待命，孫人馬已聚集在廣州碼頭等著迎接來自香港之船隻、點收軍火並與傭兵盟友會面:68，當天早上8時許，孫方接楊衢雲電報說：「貨不能來」，當時通用有線電報很慢，兩天收到已經很好:499。晨8時後，決定取消起義，遣散埋伏水上及附近準備響應之會黨:7。孫覆電楊衢雲曰：「貨不要來，以待後命。」:7黃昏，陳少白乘「泰安」夜航返香港，孫留廣州善後:7。緝捕委員李家焯擬逮捕孫，向兩廣總督譚鍾麟請示；譚鍾麟以孫為教會中人，着李家焯不可魯莽從事:7。晚，孫與區鳳墀宣教師連袂赴河南王煜初牧師兒子王寵光婚宴；李家焯探勇掩至婚宴，仍不敢動手，反被孫奚落一番:7。
10月27日，巡官斯坦頓得知400名戰士乘「保安」號夜入廣州，即電報廣州政府；清兩廣總督府接電着1,500多清兵入廣州搜捕，查獲農學會、王家祠等:46。孫在河南宣教師區鳳墀福音堂與來自香港及廣州本土教眾主日崇拜；禮成，孫扮女裝在教眾掩護下避過探勇坐自備小汽船赴唐家灣轉乘轎子到澳門:7。李家焯突然掩至雙門底王家祠農學會拿獲陸皓東、程懷、程次3人:7。大約400人連同軍火，已在10月27日登上「保安號」（SS. Powan），「保安號」在10月28日清晨被縣令帶令駐防軍逮個正著:68-69。不料會員部署略定，忽有密電馳至，謂西南、東北兩軍中途被阻:54。兩軍既不得進，則应援之勢已孤，即起事之謀已敗:54。出於萬全考量，孫決定延遲整個行動，並解散雇用人馬:68。孫坐轎設法逸逃澳門，再從澳門前往香港:69-70。
据《中山市小欖鎮志》記載，孫於10月27日夜晚避匿廣州以南的小榄镇，得熟人麥寅威、何作權、麥端甫等協助，10月28日晚取水路由小欖前往澳門。
10月29日，孫自澳門坐船抵達香港:8。

## 结果
陸皓東等為首的起義成員被清廷逮捕。11月7日，陸皓東等為首多數成員被捕處刑，孫中山則受到通緝:206。邱四、朱貴全等被處刑，程奎光受600軍棍傷重而亡，程耀宸病死獄中:46。11月，孫斷然改裝偕陳少白等赴日本，旋組織興中會分會於橫濱:206。港府在清政府壓迫下頒發放逐令，不准孫進入香港:53。香港政府下令驅逐孫、楊衢雲、陳少白出境，5年內禁止在香港居留:8。

## 評價
胡漢民在《貫徹總理首次起義精神》中稱：「由於先生這一次的起義，才覺醒了醉生夢死的中國同胞，這是偉大的國民工作之開始，中國民族恢復自由平等的起點，在革命史上應該占最重要光榮的一頁」:47。